# Riverview (Florida)
Riverview es un lugar designado por el censo ubicado en el condado de Hillsborough en el estado estadounidense de Florida. En el Censo de 2010 tenía una población de 71.050 habitantes y una densidad poblacional de 571,76 personas por km².

## Geografía
Riverview se encuentra ubicado en las coordenadas 27°49′31″N 82°18′17″O / 27.82528, -82.30472. Según la Oficina del Censo de los Estados Unidos, Riverview tiene una superficie total de 124.27 km², de la cual 119.64 km² corresponden a tierra firme y (3.72%) 4.62 km² es agua.

## Demografía
Según el censo de 2010, había 71.050 personas residiendo en Riverview. La densidad de población era de 571,76 hab./km². De los 71.050 habitantes, Riverview estaba compuesto por el 70.23% blancos, el 16.98% eran afroamericanos, el 0.41% eran amerindios, el 3.1% eran asiáticos, el 0.1% eran isleños del Pacífico, el 5.14% eran de otras razas y el 4.04% pertenecían a dos o más razas. Del total de la población el 21.04% eran hispanos o latinos de cualquier raza.